# 深川誠
深川 誠（ふかがわ まこと、1933年12月5日 - ）は、日本の経営者。東京都出身。

## 経歴
1956年に早稲田大学政治経済学部新聞学科を卒業し、同年に日本経済新聞社に入社。1983年6月に取締役に就任し、1988年6月に常務、1991年6月に専務、1994年6月に副社長を経て、1995年6月にはテレビ大阪社長に就任。1999年6月に会長に就任し、2001年6月に相談役を経て、2003年には顧問に就任。